# Rutidermatinae
Rutidermatinae is een onderfamilie van kreeftachtigen uit de klasse van de Ostracoda (mosselkreeftjes).

## Geslachten
- Alternochelata Kornicker, 1958
- Rutiderma Brady & Norman, 1896
- Scleraner Kornicker, 1975